# Jamie O'Hara
Pour les articles homonymes, voir O'Hara.
Jamie O'Hara est un footballeur anglais, né le 25 septembre 1986 à Dartford dans le comté du Kent en Angleterre. 

## Biographie

### En club
Après un prêt fructueux à Wolverhampton durant la deuxième partie de la saison 2010-2011, Tottenham Hotspur accepte en juin 2011 une offre des Wolves de l'ordre de 5 M£, permettant à O'Hara de signer un contrat de cinq ans.
Le 29 août 2014 il est libéré par les Wolverhampton Wanderers. Le 5 novembre 2014, il rejoint Blackpool.
Le 7 juillet 2015, il rejoint Fulham. Le 12 août 2016, il s'engage avec Gillingham pour deux saisons.
Le bilan de la carrière de Jamie O'Hara en Premier League s'élève à 93 matchs joués, pour neuf buts marqués. Il dispute également 10 matchs en Coupe de l'UEFA, pour deux buts.
Le 3 janvier 2017 il participe à Celebrity Big Brother 19 au côté notamment d'Heidi Montag, Spencer Pratt, Ray J et James Cosmo. Il est éliminé le 30 janvier 2017, soit quelques jours avant la finale. En 2007 son ex-femme Danielle Lloyd a participé à cette même émission.

### Vie privée
Il a été marié avec l'ancienne Miss Grande-Bretagne Danielle Lloyd. Ils ont trois enfants.